# Aleksandrów Łódzki (gmina)
Aleksandrów Łódzki – gmina miejsko-wiejska w Polsce położona w województwie łódzkim, w powiecie zgierskim.
Siedziba władz gminy to miasto Aleksandrów Łódzki, zajmuje ono powierzchnię 13,5 km², natomiast tereny wiejskie 102,1 km², co łącznie daje 115,6 km².
Według danych z 31 grudnia 2007 r. gminę zamieszkiwało 26 851 osób.

## Miejscowości
W skład gminy wchodzi 26 sołectw (30 wsi):
Sołectwa wiejskie w gminie
- Nowy Adamów
- Stary Adamów
- Bełdów
- Bełdów Krzywa Wieś
- Chrośno
- Ciężków
- Jastrzębie Górne
- Kolonia Brużyca
- Krzywiec
- Księstwo
- Mała Brużyczka
- Nakielnica z wsią Karolew
- Nowe Krasnodęby
- Prawęcice
- Rąbień z wsią Antoniew
- Rąbień AB
- Ruda Bugaj z wsią Łobódź
- Sanie
- Słowak
- Sobień
- Stare Krasnodęby
- Wola Grzymkowa z wsiami Budy Wolskie, Grunwald, Izabelin, Placydów
- Zgniłe Błoto

Sołectwa miejskie w gminie
- Brużyca Wielka
- Szatonia
- Wierzbno

## Historia
Gminę utworzono 1 stycznia 1973 w powiecie łódzkim w Województwo łódzkie (1945–1975). Składała się wówczas z 30 sołectw, należących przed 1954 do różnych gmin:
- do gminy Bełdów w powiecie łódzkim:
  - Bełdów, Bełdów-Krzywa Wieś, Błoto, Ciężków, Nowy Adamów, Sanie, Słowak i Stary Adamów;
- do gminy Brużyca Wielka w powiecie łódzkim:
  - w tym należące do 1924 roku do gminy Brużyca:
    - Brużyca-Kolonia, Brużyca Wielka, Franin, Łobódź, Ruda-Bugaj, Szatonia, Wierzbno i Zimna Woda;

  - w tym należące do 1924 roku do gminy Nakielnica:
    - Brużyca Mała, Jastrzębie Górne, Karolew, Księstwo, Nakielnica, Piaskowice i Sokołów;

  - w tym należąca do 1928 roku do gminy Chociszew w powiecie łęczyckim:
    - Aniołów (z Krogulcem);
- do gminy Rąbień w powiecie łódzkim:
  - w tym należące ciągle do gminy Rąbień:
    - Antoniew, Budy Wolskie, Grzymkowa Wola, Piaskowa Góra, Rąbień, Rąbień AB i Romanów;

  - w tym należące do 1927 do gminy Rszew:
    - Krzywiec i Niesięcin (ze Rszewem i Kolonią Rszew);

  - w tym należąca w latach 1927-46 do gminy Brus:
    - Dąbrowa (z Hutą Jagodnicą i  Jagodnicą);
- do gminy Chociszew w powiecie łęczyckim:
  - Chrośno, Nowe Krasnodęby, Prawęcice, Sobień i Stare Krasnodęby.

W latach 1975–1998 gmina administracyjnie należała do ówczesnego województwa łódzkiego.

### Zredukowanie obszaru w 1988
1 stycznia 1988 obszar gminy Aleksandrów Łódzki zredukowano o 3138,29 ha (31,28 km²):
- do miasta Aleksandrowa Łódzkiego włączono 816,27 ha:
  - Brużycę Wielką z Rafałkami (204,00 ha), Franin (137,90 ha), Piaskową Górę (101,37 ha), główną część Szatonii z Łomnikiem (120,00 ha) i Wierzbno (253,00 ha);
- do miasta Konstantynowa Łódzkiego włączono 833,65 ha:
  - Dąbrowę (64,00 ha), Niesięcin (430,00 ha), Kolonię Rszew (108,00 ha) i Rszew (231,65 ha);
- do miasta Zgierza włączono 401,54 ha:
  - Aniołów (106,57 ha), Krogulec (170,10 ha) i Piaskowice (124,87 ha);
- do miasta Łodzi włączono 1086,83 ha:
  - w tym do dzielnicy Bałuty 777,79 ha:
    - Romanów (124,85 ha), Sokołów (351,64 ha) i Zimną Wodę (248,30 ha) oraz mniejszą część Szatonii (53,00 ha);

  - w tym do dzielnicy Polesie 307,04 ha:
    - Hutę Jagodnicę (103,00 ha ) i  Jagodnicę (134,04 ha) oraz wschodnią część Antoniewa (70,00 ha).

## Struktura powierzchni
Według danych z roku 2007 gmina Aleksandrów Łódzki ma obszar 116,43 km², w tym:
- użytki rolne: 60%
- użytki leśne: 26%

Gmina stanowi 13,61% powierzchni powiatu.
Lasy – 29,6 km, tereny pod zabudowę wiejską (1.200 gospodarstw rolnych) – 7,8 km. Użytki rolne – 77,9 km, tereny zielone – 0,3 km.

## Demografia

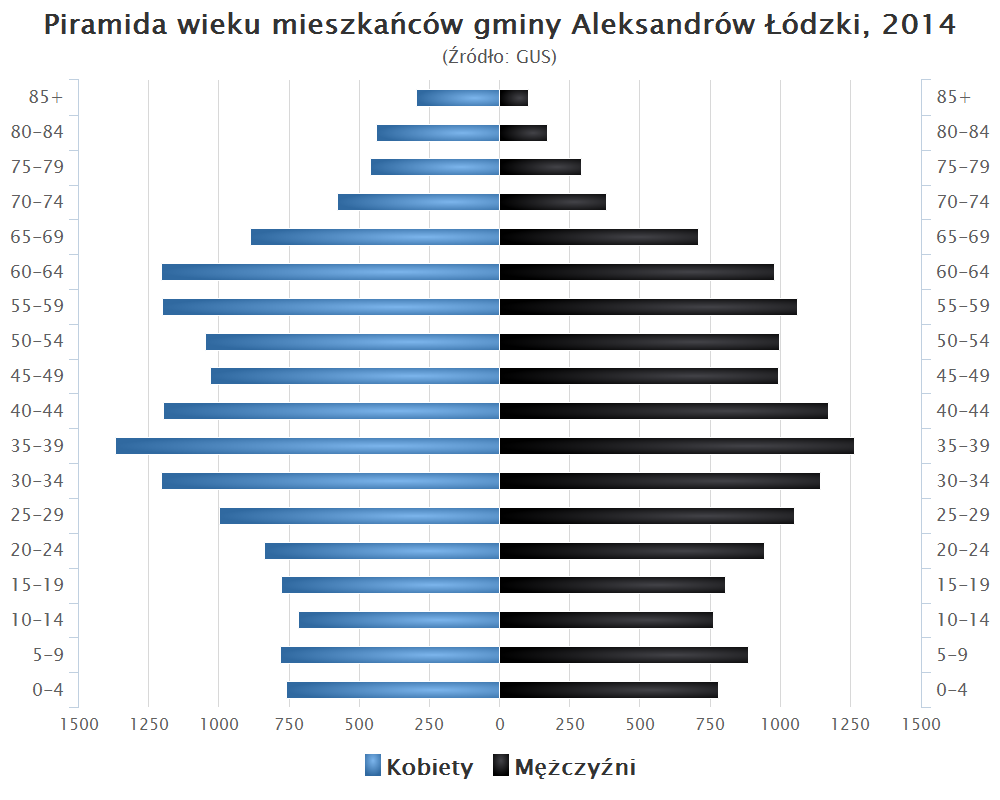
Piramida wieku mieszkańców gminy Aleksandrów Łódzki w 2014 roku

Dane z 31 grudnia 2007 r.:
| Opis                              | Ogółem | Ogółem | Kobiety | Kobiety | Mężczyźni | Mężczyźni |
| --------------------------------- | ------ | ------ | ------- | ------- | --------- | --------- |
| Jednostka                         | osób   | %      | osób    | %       | osób      | %         |
| Populacja                         | 26 851 | 100    | 14 024  | 52,23   | 12 827    | 47,77     |
| Gęstość zaludnienia [mieszk./km²] | 230,62 | 230,62 | 120,45  | 120,45  | 110,17    | 110,17    |

## Działalność gospodarcza
2.623 podmiotów gospodarczych Przemysł włókienniczy – 38% Handel – 24% Mechanika pojazdowa i transport – 5%

## Przyroda
Na terenie gminy znajduje się kilka ciekawych obiektów przyrodniczych. W okolicach Bełdowa oraz Zgniłego Błota znajduje się kilkanaście stawów rybnych. Na północ od miejscowości Rąbień znajduje się rezerwat florystyczny Torfowisko Rąbień z cennym mszarem torfowcowo – wełniankowym, z licznymi gatunkami chronionymi, m.in. kumakiem nizinnym oraz dzięciołem średnim.
W Bełdowie natomiast znajduje się wiele pomnikowych drzew, w tym jeden wyjątkowy, jeden z największych w województwie łódzkim – dąb szypułkowy o obwodzie na wys. 0,8m aż 768 cm. W parku dworskim obecna jest też olbrzymia topola biała, o obwodzie 680 cm i wysokości 39 m.

## Jednostki OSP w gminie
1. OSP Aleksandrów Ł, S-6, Krajowy system ratowniczo-gaśniczy
2. OSP Prawęcice, S-2, Krajowy system ratowniczo-gaśniczy
3. OSP Rąbień, S-3, Krajowy system ratowniczo-gaśniczy
4. OSP Sanie Ludwików, S-3, Krajowy system ratowniczo-gaśniczy
5. OSP Bełdów, S-2
6. OSP Bełdów Krzywa Wieś, S-1
7. OSP Chrośno, S-1
8. OSP Jastrzębie Górne, S-1
9. OSP Nakielnica, S-1
10. OSP Adamów, S-1
11. OSP Sobień, S-1

## Sąsiednie gminy
- Dalików,
- Konstantynów Łódzki,
- Lutomiersk,
- Łódź,
- Parzęczew,
- Zgierz,
- Zgierz (miasto)